# Акшобх'я

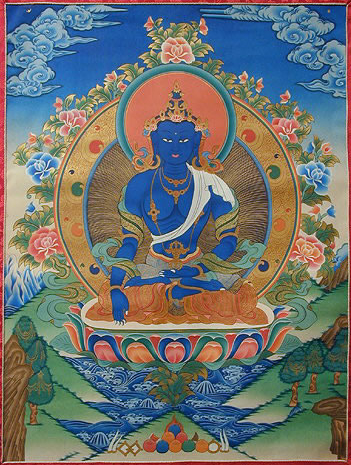
Акшобх'я

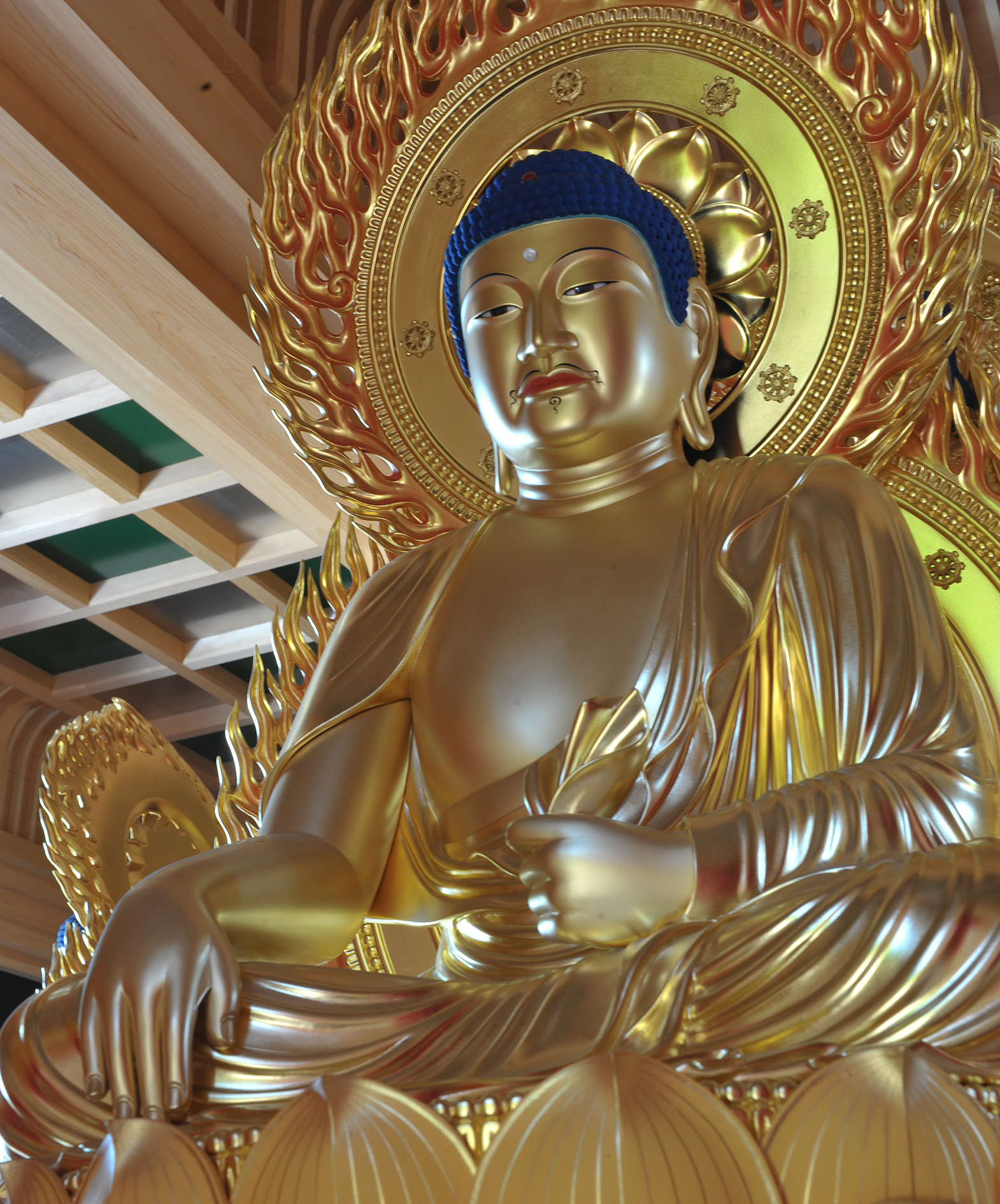
Renge-in Tanjō-ji

Будда Акшобх'я (санскр. अक्षोभ्य, Akṣobhya, тиб. མི་བསྐྱོད་པ, Mitrugpa, «Непохитний», кит. спр. 阿閦如来, піньїнь: āchùrúlái阿閦如来, піньїнь: āchùrúlái, яп. Ashuku nyorai) — один з п'яти Будд Мудрості в буддизмі Ваджраяни, що походять від первісного Аді-будди, ці п'ять будд відповідають п'яти усвідомленим аспектам реальності і п'яти скандхам.
Вважається, що Акшобх'я знаходиться на сході від Світу Ваджри і управляє Східною Чистою Землею Абгірати ('радісна земля'), в той час як Західною Чистою Землею («Сукхавати») керує Амітабга.
Інколи, Будд Акшобх'я та Ваджрасаттва вважають тотожними, імовірно залежно від лінії передачі.
Будду Акшобх'я, називають Херукою у ануттарайогатантрі.

## Іконографіка
Його шакті (тантрична дружина) носить ім'я Лочана та іконографічний образ її містить зображення двох слонів. У Акшобх'ї тіло синього кольору, його атрибутами є ваджра котра розміщується вертикально, три шати, дорогоцінний камінь, лотос, молитовний барабан і меч. У нього є кілька еманацій.
Серед п'яти скандх відповідає рупі (форма, матерія).
Сімейство Діамантів/Алмазів (Ваджра)

## Історія
Акшобх'я описаний в «Сутрі країни Будди Акшобх'ї» (кит. спр. 阿閦佛國経, піньїнь: āchùfó guó jīng阿閦佛國経, піньїнь: āchùfó guó jīng), що датується 147 р. Це найдавніший текст з описом Чистої Землі.
Згідно цього твору, чернець дав обітницю практикувати Дхарму в Східному світі, не відчуваючи злості або гніву до жодної живої істоти, поки не досяг повного пробудження. Він при цьому залишався нерухомим, і став у результаті буддою Акшобх'єю.

## Вчення
Акшобх'я перетворює гнів людини в найчистішу мудрість, подібну дзеркалу. Ця мудрість дозволяє бачити предмети такими, якими вони є, нерозділеними і незатьмареними. Дзеркало буде відображати і червону троянду, і закривавлений ніж такими, які вони є.
Синій колір Акшобх'ї асоціюється з водою, здатною відображати ясно, як дзеркало.

## Мантра
ОМ Акшобх'я Хум